# أندريه ماير (لاعب هوكي الحقل)
أندريه ماير (بالفرنسية: André Meyer) هو لاعب هوكي الحقل فرنسي، ولد في 5 أكتوبر 1919.

## وصلات خارجية
- أندريه ماير على موقع أوليمبيديا (الإنجليزية)